# Tapinoma wheeleri
Tapinoma wheeleri är en myrart som först beskrevs av Mann 1935.  Tapinoma wheeleri ingår i släktet Tapinoma och familjen myror. Inga underarter finns listade i Catalogue of Life.